# Jan Åkerblom
Jan Henry Åkerblom, född 29 december 1949 i Gävle, är en svensk före detta fotbolls- samt ishockeyspelare.

## Karriär

### Ishockey
Åkerbloms moderklubb är Brynäs IF, där han spelade både ishockey och fotboll. Han var med i juniorlandslaget i ishockey och spelade några matcher i Brynäs A-lag i samma kedja som landslagsspelarna Lars-Göran Nilsson och Hans Lindberg. Brynäs vann SM-guld men Åkerblom spelade för få matcher för att få något SM-tecken. År 1971 värvades han av fotbollsklubben AIK och hans ishockeykarriär tog slut.

### Fotboll
Åkerblom började sin fotbollskarriär i Brynäs IF innan han 1971 gick till AIK. Han gjorde sin allsvenska debut den 3 juni 1971 i en 2–1-vinst i derbyt mot Djurgårdens IF. Totalt spelade Åkerblom fem allsvenska matcher för AIK, varav fyra som inhoppare. 
Efter mindre än två år i AIK gick han till Gefle IF. Därefter blev det åter spel i Brynäs IF, där han under säsongen 1974 spelade 19 allsvenska matcher. Han spelade i Brynäs fram till 1978 och gick senare till Söderfors IF där han avslutade karriären.